# Chán Júnis
Chán Júnis (arabsky خان يونس‎, anglicky Khan Yunis) je město a přilehlý uprchlický tábor v jižní části Pásma Gazy. Podle palestinského centrálního statistického úřadu žilo k roku 2006 ve městě, zdejším uprchlickém táboře a okolí celkem 180 tisíc obyvatel. Přestože Chán Júnis leží pouze 4 kilometry od Středozemního moře, má semiaridní (polosuché) podnebí s průměrným úhrnem srážek 260 mm.
Při válečném konfliktu Izraele a hnutí Hamás v letech 2023 a 2024 bylo město jedním z cílů rozsáhlého ostřelování. Na počátku roku 2024 do něj vnikla izraelská armáda. V tunelech pod městem se podle izraelských tajných služeb ukrýval vůdce teroristů z Hamásu Jahjá Sinvár († 2024), což dokládaly získané kamerové záběry.